# Бруксизм
Бруксизм (від дав.-гр. βρυγμός — «зубний скрегіт») — синдром, ознакою якого є скрегіт зубами. Частіше проявляється під час сну (скрегіт, зубний стукіт, чавкання, сковтування слини). Регулярні прояви (напади по декілька хвилин щоночі) можуть негативно впливати на здоров'я зубної емалі і скронево-нижньощелепних суглобів.

## Причини
В основі проявів бруксизму лежить комплекс різноманітних причин, серед яких необхідно виділити психологічні, неврологічні, стоматологічні.
З точки зору психології бруксизм може бути наслідком емоційної нестабільності, стресів, перевантажень, частих афективних станів, перенапруження, які викликають мимовільні м'язові скорочення та скрегіт зубами. Проте короткочасні прояви бруксизму уві сні можуть бути й в емоційно стабільних людей.
З точки зору неврології проблема полягає у порушенні діяльності центральної і периферичної систем, котрі призводять до неврологічних та рухових розладів. Відзначається, що бруксизм часто супроводжується порушеннями сну (сомнамбулізмом, хропінням, нічними кошмарами, апное уві сні), енурезом, тремором, епілепсією. Такі стани, як тризм і бруксизм, можуть розвиватися внаслідок тонічного напруження жувальних м'язів при ураженні рухових нейронів трійчастого нерва. Бруксизм також може бути ознакою екстрапірамідних побічних ефектів психотропних препаратів. Наявні дані про зв'язок проявів бруксизму з функціональними порушеннями хребта.
Згідно зі стоматологічною теорією бруксизму, розлади є наслідком відхилень у будові та функціонуванні зубощелепної системи: аномалії зубів (адентія, поліодонтія), неправильний прикус, неякісне лікування зубів, погано підібрані брекет-системи або зубні протези, артрит або артроз СНЩС та ін. Але не у всіх людей з оклюзійними порушеннями розвивається бруксизм.
Всі інші теорії бруксизму не знайшли широкого визнання та достовірних наукових підтверджень. До них відносяться такі, що пов'язують бруксизм з порушеннями носового дихання (аденоїди, викривлення носової перегородки, часті прояви нежитю), гастроезофагеальною рефлюксною хворобою, гельмінтозами (аскаридозом, ентеробіозом та ін.), неправильним харчуванням, зловживанням жувальною гумкою та ін.
Схильність до скреготу зубами відмічається у людей з хворобою Паркінсона, хореєю Гантінгтона. У дітей бруксизм може проявлятися у період прорізування та зміни зубів. До кофакторів бруксизму також відносять нещодавно перенесену черепно-мозкову травму, зловживання алкоголем, нікотином, кофеїном, снодійними, антидепресантами.

## Ознаки та симптоми
У пацієнтів можуть спостерігатися різні симптоми, включаючи наступні:
- Ранкові мігрені
- Ранкові головні болі
- Щелепні болі
- Болі у скронево-нижньощелепних суглобах
- Болі лицевих м'язів і нервів
- Оталгію (біль у вухах)
- Біль у додаткових пазухах носа
- Тинітус (дзвін у вухах)
- Вертиго (вестибулярне запаморочення)
- Біль у шиї
- Біль у плечах
- Біль у спині
- Поганий сон
- Прокидання виснаженим
- Стрес або напруження
- Депресію
- Порушення харчування
- Безсоння
- Денну сонливість
- Високу чутливість або подразнення очей
- Поколювання в голові
- Спазм жувальних м'язів
- Дискомфорт при стисканні зубів
- Травми язика

Клінічна картина захворювання достатньо специфічна. Під час сну раптово лунає скрегіт зубів, котрий може тривати впродовж декількох секунд або хвилин. Подібні напади іноді повторюються багато разів за ніч.
Діагноз, як правило, встановлюється на основі анамнезу. Крім власне скреготу зубів, пацієнт може скаржитися на м'язові та суглобові болі в ділянці нижньої щелепи. При огляді можна не відмітити будь-яких порушень, однак за тяжкої форми захворювання часто спостерігається стирання емалі, карієс та запалення периодонтальних тканин. Це пов'язано зі значним травмуванням зубів під час спастичних скорочень нижньої щелепи.
Діагноз можна підтвердити за допомогою спеціального полісомнографічного дослідження, при якому реєструється вельми специфічна картина спастичного скорочення жувальних м'язів. Окрім цього, полісомнографія важлива для виключення епілепсії як причини бруксизму.

## Лікування
Вибір лікування залежить від того, що саме стало причиною даної проблеми. Деякі варіанти лікування:
- Надівання на час сну спеціального пристрою. Така капа, виготовлена стоматологом індивідуально для кожного пацієнта за формою та розміром зубів, надівається на верхні зуби та захищає їх від тертя об нижні зуби. Хоча пристрій допомагає впоратися з бруксизмом, він від нього не виліковує, не усуває причину його виникнення.
- Навчитися розслаблятися. Оскільки головною причиною бруксизму вважається повсякденний стрес, хворому можуть допомогти будь-які способи позбавлення від стресу — прослуховування музики, читання книг, прогулянки або ванни. Можливо, варто пройти психологічну консультацію, для того, щоб навчитися ефективно справлятися зі стресовими ситуаціями. Також можна прикладати до щік теплий вологий рушник — це допоможе розслабити м'язи, втомлені від стискання зубів.
- Також допомагає психотерапія, яка направлена на виявлення конфліктів, їхнє усвідомлення та розвиток здібностей більш ефективно справлятися з повсякденними труднощами життя.
- У світовій практиці для лікування також використовують як методи, котрі знаходяться у компетенції стоматолога (occlusal equilibration, splint therapy), так і методи, направлені на вироблення навичок розслаблення (гіпноз, психотерапія, акупунктура). Розвиваються експериментальні методики лікування за допомогою приладів, що використовують ефект біологічного зворотного зв'язку.[5]
- Відновлення нормального стану хребта та глибоких навколохребтових м'язів.[3]
- Введення у м'язи щелепи ботулотоксину.[6]